# Brad Loree
Brad Loree (Burnaby, 5 luglio 1960) è un attore e stuntman canadese.
È membro della Stunts Canada. È famoso per aver interpretato Michael Myers in Halloween - La resurrezione.

## Filmografia

### Cinema
- Timecop - Indagine dal futuro (Timecop), regia di Peter Hyams (1994)
- La vendetta di Carter (Get Carter), regia di Stephen Kay (2000)
- Mission to Mars, regia di Brian De Palma (2000)
- Trappola criminale (Reindeer Games), regia di John Frankenheimer (2000)
- Halloween - La resurrezione (Halloween: Resurrection), regia di Rick Rosenthal (2002)
- X-Men 2 (X2), regia di Bryan Singer (2003)
- Catwoman, regia di Pitof (2004)
- Scooby-Doo 2 - Mostri scatenati (Scooby Doo 2: Monsters Unleashed), regia di Raja Gosnell (2004)
- X-Men - Conflitto finale (X-Men: The Last Stand), regia di Brett Ratner (2006)
- Battlestar Galactica: Razor, regia di Félix Enríquez Alcalá – film TV (2007)
- Tron: Legacy, regia di Joseph Kosinski (2010)
- Lazarus: Apocalypse, regia di Thomas J. Churchill (2014)
- The Blackburn Asylum, regia di Lauro Chartrand (2015)

### Televisione
- Highlander – serie TV, 1 episodio (1993)
- Divorzio di sangue (The Only Way Out), regia di Rod Hardy – film TV (1993)
- Futuresport, regia di Ernest Dickerson – film TV (1998)
- Los Luchadores  serie TV, 15 episodi (2001)
- Smallville – serie TV, 2 episodi (2002-2005)
- Stargate SG-1 – serie TV, un episodio (2004)
- Arrow – serie TV, 1 episodio (2019)